# 特特爾萊克 (蒙大拿州)
特特爾萊克（英語：Turtle Lake）是位於美國蒙大拿州萊克縣的普查規定居民點。

## 人口
根據2020年美國人口普查的數據，特特爾萊克的面積為1.71平方千米，當中陸地面積為1.55平方千米，而水域面積為0.16平方千米。當地共有人口251人，而人口密度為每平方千米146.78人。